# Micro Instrumentation and Telemetry Systems
Micro Instrumentation and Telemetry Systems (MITS) war eine US-amerikanische Computerfirma, die im Dezember 1969 in Albuquerque, New Mexico, USA von Ed Roberts und Forrest M. Mims III gegründet wurde. Seit 1971 stellte die Firma MITS Tischrechner (oft auch als Bausatz) her, wurde aber ab dem Jahr 1972 von der amerikanischen Firma Texas Instruments in diesem Geschäftsfeld wirtschaftlich überholt. MITS stellte auch Steuereinheiten für Modellraketen und ferngesteuerte Modellflugzeuge her. Erst später wurde das Unternehmen besonders durch die Entwicklung und den Vertrieb des ersten erfolgreichen Personal Computers Altair 8800 bekannt und wird oft als Firma bezeichnet, die den Heimcomputer-Markt begründet hat.

## Entwicklung des Altair 8800

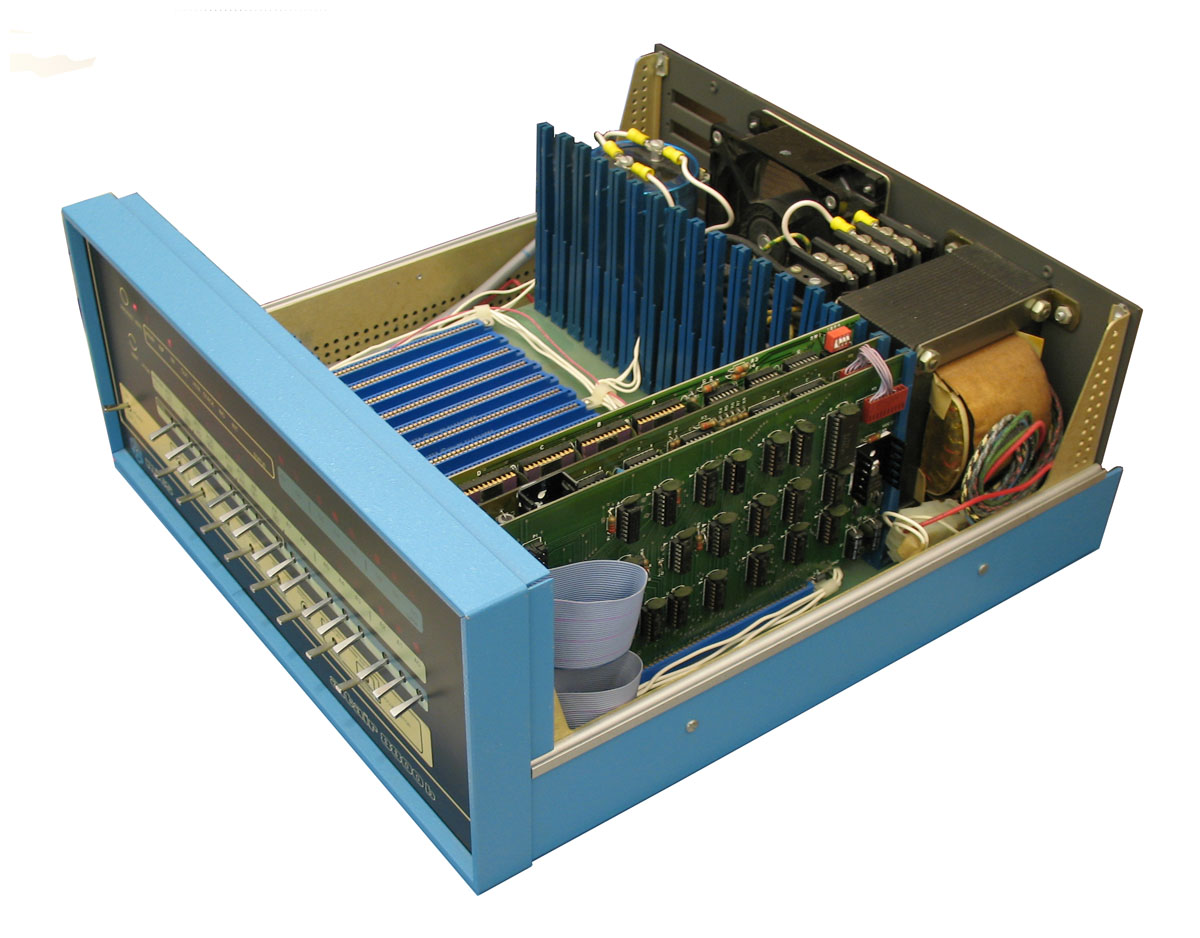
Altair 8800

In den frühen 1970er Jahren war die Firma MITS auf Grund der immer schlechter werdenden Verkäufe von Tischrechnern beinahe bankrottgegangen. Um dieser Entwicklung entgegenzuwirken, entwickelte MITS in den Jahren 1973 und 1974 den Altair 8800, einen der ersten serienmäßig produzierten Hobby-Computer für Privatpersonen. Der Rechner nutzte den 8080-Mikroprozessor von Intel. Der Altair 8800 wurde zum Verkaufsstart im Januar 1975 auf dem Cover der amerikanischen Computerzeitschrift Popular Electronics abgedruckt, was die Verkäufe des Gerätes stark unterstützte.
MITS war durch die große Anzahl von Bestellungen des Altair 8800 bald überfordert und geriet kurze Zeit später in Liefer- und Qualitätsprobleme. Kurz nach der Veröffentlichung des Altair 8800 begannen viele andere Firmen, ähnliche Computer auf den Markt zu bringen – wie z. B. IMSAI, Processor Technology, Cromemco. Roberts versuchte die Geschäfte, in denen der Altair verkauft wurde, zu einem Exklusivverkauf seines Gerätes zu zwingen, was aber scheiterte. MITS wurde im Mai 1977 für 6,5 Millionen US-Dollar an die Pertec Computer Corporation verkauft, die 1979 wiederum von der deutschen Firma Triumph-Adler übernommen wurde.
1975 arbeiteten Bill Gates und Paul Allen für kurze Zeit an einem BASIC-Interpreter für MITS und schrieben Altair BASIC für den Altair 8800, das mit 4 KB Arbeitsspeicher auskam, bis sie noch im selben Jahr ihre eigene Firma Microsoft gründeten.